# Луппайёгарт
Луппайёгарт (устар. Луп-Пай-Егарт) — река в Шурышкарском районе Ямало-Ненецкого АО. Устье реки находится на 10-м км по левому берегу реки Луппайёган. Длина реки составляет 20 км, в 4 км по правому берегу впадает Юхпайсоим.

## Данные водного реестра
По данным государственного водного реестра России относится к Нижнеобскому бассейновому округу, водохозяйственный участок реки — Обь от впадения реки Северная Сосьва до города Салехард, речной подбассейн реки — бассейны притоков Оби ниже впадения Северной Сосьвы. Речной бассейн реки — (Нижняя) Обь от впадения Иртыша.